# Дорошенко Валентин Васильович
Валентин Васильович Дорошенко (17 жовтня 1960, Одеса, Українська РСР, СРСР — 19 січня 2018, Одеса, Україна) — український колабораціоніст з Росією, проросійський активіст.
Відомий тим, що у 2009 році викликав на дуель тодішнього мера Одеси Едуарда Гурвіца, за що отримав жартівливе прізвисько «одеського лицаря-дуелянта». У січні 2018 року влаштував стрілянину в центрі Одеси, під час якої був застрелений співробітниками поліції.

## Біографія
Народився 17 жовтня 1960 р. в Одесі. Під час навчання у школі у Валентина загинула мати (потрапила під колеса поїзда), після чого у хлопчика почалися психічні відхилення.
1982 року він закінчив Одеський інженерно-будівельний інститут (нинішня Одеська державна академія будівництва та архітектури) за спеціальністю «водопровід та каналізація». У 1990-х роках працював у школі № 122 охоронцем, проте через домагання до однієї з учительок був звільнений з навчального закладу. У 2000-х роках займав видиме місце в одеському політичному житті, був лідером невеликих громадсько-політичних організацій «За Україну, Білорусію, Росію» (скорочено «ЗУБР») та «Партія Сталіна», часто брав участь у різноманітних мітингах та акціях, на яких з'являвся верхи на своєму коні по прізвисько Магія. 
В липні 2009 року прославився тим, що викликав на дуель мера Одеси Едуарда Гурвіца, заступившись за колишню очільницю КРУ Лілію Томашевську, яку Гурвіц публічно порівняв із повією. Дорошенко прискакав до мерії на коні з власноручно викуваним мечем у руках (меч, прикрашений георгіївською стрічкою, за словами Дорошенка, був лише символом, його дуель з мером міста мала відбутися «на кулаках»), проте Гурвіц так до нього і не вийшов. Крім того, повідомлялося, що меч також був прикрашений свастикою, проте журналісти нібито навмисно фотографували Дорошенка так, щоб її не було видно. Через меч його було затримано міліцією, але відпущено через кілька годин.
Після цього, 29 вересня 2009 року, брав участь у мітингу біля Одеського окружного адміністративного суду, під час якого хтось із мітингувальників кинув у журналістів телекомпанії «АТВ» димову шашку. Низка політичних діячів звинуватили в цьому саме Дорошенка, проте він сам заперечував свою провину.
У 2010 році Дорошенко намагався балотуватися у мери Одеси, проте безрезультатно.
В жовтні 2013 року Валентин Дорошенко брав участь у заворушеннях біля будівлі облУВС на Єврейській вулиці, після чого його затримали співробітники міліції. Сутички сталися після затримання міліцією Ігоря Маркова, лідера проросійської партії "Родина". Як і у випадку із викликом на дуель, Дорошенка незабаром відпустили. 
Неясно, чи брав Дорошенко участь у подіях, так званої «Руської весни» 2014 року в Одесі чи ні: повідомляється, що в тому році він залишив Одесу, але до або після квітня-травня немає даних. Потім (коли також невідомо) він повернувся і жив, мабуть, увесь час у тому ж будинку, поряд з яким загинув. З квітня 2016 року перебував у розшуку як особистість, яка ховається від суду. Сусіди, розказували, що він жив запущено, зловживав алкоголем.

### Загибель
19 січня 2018 року у будинку на вул. Новосельського, у центрі Одеси, стався конфлікт між Валентином Дорошенком та його гостем — раніше засудженим громадянином, на прізвище Пінін. Вони побилися, Пінін вибіг із квартири, Дорошенко кинувся за ним і наздогнавши, зробив кілька пострілів із саморобного пістолета-кулемета (пізніше було встановлено, що він стріляв із власноруч виготовленої копії вірменського пістолета-кулемета К6-92 калібру 9×18). Від отриманих поранень Пінін помер. 
Почувши стрілянину, сусіди викликали поліцію. На місце прибули дільничний та два оперативники з Приморського відділу поліції. Дорошенко почав стріляти і в них. Один оперативник — старший лейтенант Сергій Пригарін отримав п'ять куль впритул і пізніше помер у лікарні. Ще один поранений поліціянт — капітан поліції Дмитро Литвинюк — перебував у важкому стані (п'ять кульових поранень); водій опергрупи сержант Олег Маценко зазнав поранення у стегно, було поранено Віктора Тихоніна (охоронець «Муніципальної варти», випадково опинився поруч, намагався надати допомогу пораненим).
Після цього Валентин Дорошенко повернувся додому, захопив сумку і з пістолетом вийшов на вулицю — мабуть, спробувавши втекти. Проте на місце прибув ще один поліційний патруль. Сепаратист кілька разів вистрілив у патрульних, знову спробував повернутися додому, але його застрелили поліціянти прямо біля воріт двору чотирма пострілами. Після чого поліціянти розпочали штурм приміщення, в якому ховався злочинець і яке вело прямо в одеські катакомби. У замаскованій криївці під квартирою стрільця було виявлено токарний верстат (за деякими даними, викрадений у школі, в якій Валентин працював раніше), заготівлі для зброї, ще два пістолети-кулемети та пістолет. Крім того, у сумці, яку Дорошенко мав при собі, поліція виявила чотири осколкові гранати (ймовірно, Ф-1). Також у ході операції було затримано ще двох осіб — які перебували у квартирі Дорошенка.